# Steve Buscemi
Steven Vincent "Steve" Buscemi (Nova York, 13 de dezembro de 1957) é um ator, roteirista e diretor de cinema norte-americano. Membro-associado da célebre companhia de teatro experimental The Wooster Group, Buscemi estrelou e atuou em diversos filmes, independentes e de Hollywood, como New York Stories, Reservoir Dogs, Desperado, Con Air, Armageddon, The Grey Zone, Ghost World e Big Fish, além das séries de televisão The Sopranos e Boardwalk Empire, da HBO. Tornou-se célebre por aparecer em papéis de destaque em diversos filmes dos irmãos Coen, como Miller's Crossing, Barton Fink, The Hudsucker Proxy, Fargo, The Big Lebowski e Paris, je t'aime.
Desde 2010 tem interpretado o protagonista em Boardwalk Empire, um sucesso de crítica e público que lhe rendeu dois prêmios do Prémios Screen Actors Guild, um Globo de Ouro de melhor ator em série dramática, e uma indicação para um Prêmio Emmy do Primetime de melhor ator principal em série dramática.
Sua estreia como diretor se deu em 1996, com Trees Lounge, no qual também atuou. Outros de seus trabalhos incluem Animal Factory (2000), Lonesome Jim (2005) e Interview (2007).

### Ataque terrorista de 11 de setembro de 2001
Steve contou recentemente sobre seu papel durante os dias após o atentado de 11 de setembro. No dia do atentado, Steve ligou várias vezes para o corpo de bombeiros de Nova York mas não teve respostas, então viajou até Nova York e encontrou sua antiga companhia trabalhando por lá, a Engine 55, então se juntou a eles no dia 12 de setembro e trabalhou por dias em turnos exaustivos de 12 horas cavando e vasculhando os escombros do World Trade Center em busca de sobreviventes.[carece de fontes?]
Pouquíssimas fotografias e nenhuma entrevista existe porque ele as recusou, pois ele não estava lá para a publicidade.

### Furacão Sandy 2012
Também não muito conhecido é que em 2012 Steve apareceu em Breezy Point, e silenciosamente ajudou nos esforços de limpeza dos danos e destruição em massa deixados pelo Furacão Sandy.[carece de fontes?]

## Carreira

### Cinema
| Ano  | Título                                                        | Personagem                           |
| ---- | ------------------------------------------------------------- | ------------------------------------ |
| 1986 | Parting Glances                                               | Nick                                 |
| 1987 | Kiss Daddy Goodnight                                          | Johnny                               |
| 1988 | Call Me                                                       | Switchblade                          |
| 1989 | Um Caso Meio Incomum                                          | Wilfredo                             |
| 1989 | Mystery Train                                                 | Charlie the Barber                   |
| 1989 | Contos de Nova York                                           | Gregory Stark                        |
| 1990 | Tales from the Darkside: The Movie                            | Bellingham                           |
| 1990 | King of New York                                              | Test Tube                            |
| 1990 | Miller's Crossing                                             | Mink                                 |
| 1991 | Barton Fink - Delírios de Hollywood                           | Chet                                 |
| 1992 | In the Soup                                                   | Aldolpho Rollo                       |
| 1992 | Cães de Aluguel                                               | Mr. Pink                             |
| 1992 | CrissCross                                                    | Drug Dealer                          |
| 1993 | Twenty Bucks                                                  | Frank                                |
| 1993 | Sol Nascente                                                  | Willy "The Weasel" Wilhelm           |
| 1993 | Ed And His Dead Mother                                        | Ed Chilton                           |
| 1994 | The Search for One-eye Jimmy                                  | Ed Hoyt                              |
| 1994 | The Hudsucker Proxy                                           | Beatnik Barman                       |
| 1994 | Cabeça-de-Vento                                               | Rex                                  |
| 1994 | Pulp Fiction - Tempo de Violência                             | Buddy Holly                          |
| 1995 | Billy Madison, Um Herdeiro Bobalhão                           | Danny McGrath                        |
| 1995 | Living in Obilivion                                           | Nick Reve                            |
| 1995 | Things to Do in Denver When You're Dead                       | Mister Shhh                          |
| 1995 | Desperado                                                     | Buscemi                              |
| 1996 | Fargo                                                         | Carl Showalter                       |
| 1996 | Fuga de Los Angeles                                           | Eddie                                |
| 1996 | Trees Lounge                                                  | Tommy                                |
| 1997 | Con Air - A Rota da Fuga                                      | Garland Greene                       |
| 1998 | The Big Lebowski                                              | Theodore Donald "Donny" Kerabatsos   |
| 1998 | Divine Trash                                                  | ele mesmo                            |
| 1998 | Os Impostores                                                 | Happy Franks                         |
| 1998 | Afinado no Amor                                               | David "Dave" Veltri                  |
| 1998 | Armageddon                                                    | Rockhound                            |
| 1999 | Big Daddy                                                     | Homeless Guy                         |
| 2000 | 28 Dias                                                       | Cornell Shaw                         |
| 2000 | Animal Factory                                                | A.R. Hosspack                        |
| 2001 | Mundo Cão                                                     | Seymour                              |
| 2001 | Final Fantasy                                                 | Officer Neil                         |
| 2001 | Cinzas da Guerra                                              | "Hesch" Abramowics                   |
| 2001 | Love in the Time of Money                                     | Martin Kunkle                        |
| 2001 | Inimigo em Casa                                               | Ray Coleman                          |
| 2001 | Monstros S.A.                                                 | Randall Boggs (voz)                  |
| 2002 | A Herança de Mr. Deeds                                        | Caolhão                              |
| 2002 | 13 Moons                                                      | Bananas The Clown                    |
| 2002 | The Laramie Project                                           | Doc O'Conner                         |
| 2002 | Pequenos Espiões 2 - A Ilha dos Sonhos Perdidos               | Romero                               |
| 2003 | Pequenos Espiões 3D                                           | Romero                               |
| 2003 | Sobre Café e Cigarros                                         | Waiter                               |
| 2003 | Peixe Grande e Suas Histórias Maravilhosas                    | Norther Winslow                      |
| 2004 | Nem Que a Vaca Tussa                                          | Wesley                               |
| 2005 | The Island                                                    | McCord                               |
| 2006 | Art School Confidential                                       | Broadway Bob D'Annunzio              |
| 2006 | A Casa Monstro                                                | Epaminondas (voz)                    |
| 2006 | A Menina e o Porquinho                                        | Templeton, o rato (voz)              |
| 2007 | I Think I Love My Wife                                        | George                               |
| 2007 | Paris, Te Amo                                                 | The tourist                          |
| 2007 | Entrevista                                                    | Pierre Peters                        |
| 2007 | Eu os Declado Marido e… Larry                                 | Clinton Fitzer                       |
| 2007 | Delírios                                                      | Les Galantine                        |
| 2007 | Romance e Cigarros                                            | Angelo                               |
| 2008 | Igor                                                          | Scamper                              |
| 2009 | G-Force                                                       | Bucky (voz)                          |
| 2009 | Rebelde com Causa                                             | George Twisp                         |
| 2010 | Grown Ups                                                     | Wiley                                |
| 2010 | The Chosen One                                                | Neal                                 |
| 2010 | Pete Smalls Is Dead                                           | Bernie Lake                          |
| 2011 | Rampart                                                       | Bill Blago                           |
| 2012 | On the Road                                                   | Tall Thin Salesman                   |
| 2012 | Hotel Transylvania                                            | Wayne, o Lobisomem (voz)             |
| 2013 | The Incredible Burt Wonderstone                               | Anton Marvelton                      |
| 2013 | Monsters University                                           | Randall "Randy" Boggs (voz)          |
| 2013 | Grown Ups 2                                                   | Wiley                                |
| 2013 | Khumba                                                        | Skalk, o cão selvagem (voz)          |
| 2014 | Time Out of Mind                                              | Art                                  |
| 2014 | My Depression: The Up and Down and Up of It (curta-metragem)  | Homem com Pensamentos Suicidas (voz) |
| 2014 | The Cobbler                                                   | Jimmy                                |
| 2015 | Hotel Transylvania 2                                          | Wayne (voz)                          |
| 2015 | The Ridiculous 6                                              | Doc Griffin                          |
| 2016 | Mildred & The Dying Parlor                                    | Rick                                 |
| 2016 | Norman: The Moderate Rise and Tragic Fall of a New York Fixer | Rabino Blumenthal                    |
| 2017 | The Boss Baby                                                 | Francis E. Francis (voz)             |
| 2017 | Transformers: The Last Knight                                 | Daytrader (voz)                      |
| 2017 | Lean on Pete                                                  | Del Montgomery                       |
| 2017 | The Death of Stalin                                           | Nikita Khrushchev                    |
| 2018 | Nancy                                                         | Leo Lynch                            |
| 2018 | Sorry to Bother You                                           | Langston's white (voz)               |
| 2018 | The Week Of                                                   | Charles                              |
| 2018 | Hotel Transylvania 3: Summer Vacation                         | Wayne (voz)                          |
| 2022 | Hotel Transylvania: Transformania                             | Wayne (voz)                          |
| 2025 | Happy Gilmore 2                                               | Pat                                  |

### Televisão
| Ano         | Título                                     | Personagem             |
| ----------- | ------------------------------------------ | ---------------------- |
| 1989        | Lonesome Dove                              | Luke                   |
| 1992        | Mad About You                              | Howie                  |
| 1993        | As Aventuras de Pete e Pete                | Phil Hickle            |
| 2002 - 2006 | Família Soprano                            | Tony Blundetto / Man   |
| 2006        | Dust to Dust: The Health Effects of 9/11   | Narrador               |
| 2007        | Os Simpsons                                | Dwight                 |
| 2007        | 30 Rock                                    | Private Eye            |
| 2008        | ER                                         | Art Masterson          |
| 2010 - 2014 | Boardwalk Empire: O Império do Contrabando | Enoch "Nucky" Thompson |
| 2019        | Miracle Workers                            | Deus                   |
| 2025        | Wednesday                                  | Diretor Barry Dort     |

### Jogos eletrônicos
| Ano  | Título       | Personagem    |
| ---- | ------------ | ------------- |
| 2002 | Monsters Inc | Randall Boggs |